# (3348) Pokryshkin
(3348) Pokryshkin es un asteroide perteneciente al cinturón de asteroides, descubierto el 6 de marzo de 1978 por Nikolái Stepánovich Chernyj desde el Observatorio Astrofísico de Crimea (República de Crimea).

## Designación y nombre
Designado provisionalmente como 1978 EA3. Fue nombrado Pokryshkin en honor al piloto soviético Aleksandr Pokryshkin.